# توماس إل. أشلي
توماس إل. أشلي (بالإنجليزية: Thomas Ashley)‏ هو سياسي أمريكي، ولد في 11 يناير 1923 في توليدو في الولايات المتحدة، وتوفي في 15 يونيو 2010 في الولايات المتحدة. حزبياً، نشط في الحزب الديمقراطي. وقد انتخب عضو مجلس النواب الأمريكي.